# Ласеллес Данклі
Ласеллес Данклі (англ. Lascelles Dunkley, 28 червня 1941) — ямайський футболіст, який грав на позиції нападника. Після завершення виступів на футбольних полях — футбольний тренер.

## Футбольна кар'єра
Ласеллес Данклі розпочав виступи на футбольних полях у клубі ЯМКА (Кінгстон). Наступного сезону він зіграв у товариському матчі проти лондонського «Арсеналу». У 1966 році він розпочав виступи за кордоном у Канадській національній футбольній лізі за «Садбері Італія». У сезоні 1967 року він виступав у складі принципових суперників попередньої команди в лізі «Сербіан Вайт Іглз». У 1967 році він також проходив перегляд у клубі Північноамериканської футбольної ліги «Атланта Чіфс». У 1973 році він грав у складі «Торонто Вест Інді Юнайтед» і допоміг команді виграти Кубок Онтаріо в матчі проти «Віндзор Італія». У 1973 році названий гравцем року за версією футбольної асоціації Торонто та околиць.

## Виступи за збірну
Ласеллес Данклі дебютував у національній збірній Ямайки 30 березня 1963 року в матчі проти збірної Нідерландських Антильських островів на чемпіонаті націй КОНКАКАФ 1963 року. Він також грав у складі збірної Ямайки у кваліфікації чемпіонату світу з футболу 1966 року і кваліфікації чемпіонату світу з футболу 1970 року.

## Тренерська кар'єра
У 1973 році Ласеллес Данклі був граючим тренером команди «Торонто Вест Інді Юнайтед» у футбольній лізі Торонто та околиць. Він вивів «Торонто» до фіналу Челлендж Трофі в 1973 році проти «Ванкувер Фаєрфайтерс», але програв фінал чемпіонату. «Торонто Вест Індіес Юнайтед» також грав за Відкритий кубок Канади 1973 року, та посів друге місце після «Торонто Кроейша».